# Witstaartkolibrie
De witstaartkolibrie (Eupherusa poliocerca) is een vogel uit de familie Trochilidae (kolibries).

## Verspreiding en leefgebied
Deze soort is endemisch in zuidelijk Mexico.

## Status
De grootte van de populatie is in 2020 geschat op 6-15 duizend volwassen vogels. Op de Rode lijst van de IUCN heeft deze soort de status gevoelig.  